# 国民議会 (ホンジュラス)
国民議会（こくみんぎかい、スペイン語: Congreso Nacional）は、ホンジュラスの立法府である。

## 概要
一院制、定数128、任期4年。
政党名簿比例代表で選出される。